# Thomas Müller (personnalité politique)
Pour les articles homonymes, voir Müller et Thomas Müller.
Thomas Müller, né le 1er décembre 1952 à Uzwil, est une personnalité politique suisse.

## Biographie
En 2011, il change d'appartenance politique, passant du Parti démocrate-chrétien à l'Union démocratique du centre,. Il est successivement élu au conseil communal puis à l'exécutif de la commune de Rorschach, au parlement du canton de Saint-Gall de 1992 à 2000, puis au Conseil national dès 2006. Il est lieutenant-colonel dans l'armée suisse.
En 2015, il est réélu au Conseil national.
Il est membre de l'Assemblée parlementaire du Conseil de l'Europe.